# Jan Vroom sr.

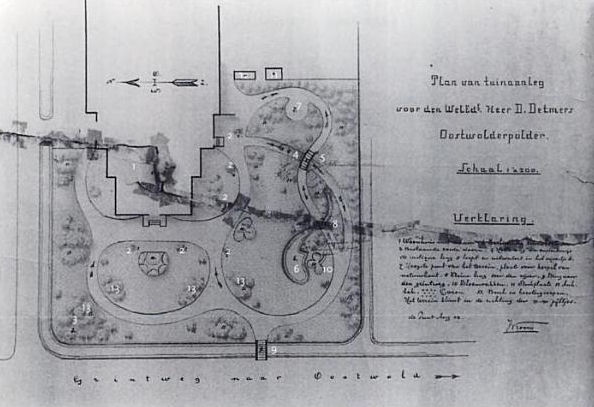
Plan voor tuinaanleg Demalihoeve in Oostwold (1902)

Jan Vroom sr.  (Sappemeer, 31 december 1855 - Haren, 27 januari 1923) was een Nederlandse tuin- en landschapsarchitect.
Vrooms kwam uit een familie van tuinarchitecten, zijn vader Melle Vroom (1829-1913) en grootvader Geert Kornelis Vroom (1801-1876) waren ook op dit gebied actief. De familie werd vooral bekend door de aanleg van slingertuinen in de Groninger provincie.  
Van Vroom zijn ontwerpen bekend voor tuinen van (rentenierende) herenboeren in onder andere Blijham, Loppersum, Nieuwolda, Bunderhee bij Bunde (Oost-Friesland), en Pieterburen. Daarnaast verzorgde hij onder meer de aanleg van de Zuiderbegraafplaats in Assen (1892) en het Van Heutszpark in Coevorden (1900). Omdat hij zijn gezichtsvermogen kwijtraakte, moest hij in 1911 de zaak overdragen aan zijn zoon Jan Vroom jr.

## Persoonlijk
Vrooms kleinkind en naamgenoot Jan Vroom was in de Tweede Wereldoorlog actief in het verzet en werd geëxecuteerd bij Woeste Hoeve.